# Саусе (департамент)
Департамент Саусе  (исп. Departamento de Sauce) — департамент в Аргентине в составе провинции Корриентес.
Территория — 1760 км². Население — 9032 человек. Плотность населения — 5,10 чел./км².
Административный центр — Саусе.

## География
Департамент расположен на юге провинции Корриентес.
Департамент граничит:
- на востоке — с департаментом Курусу-Куатия
- на юге — с провинцией Энтре-Риос
- на западе — с департаментом Эскина

## Административное деление
Департамент включает 1 муниципалитет:
- Саусе

## Важнейшие населенные пункты[3]
| № | Населённый пункт | Населённый пункт (исп.) | Категория | Население чел. (2010) | На карте                        |
| - | ---------------- | ----------------------- | --------- | --------------------- | ------------------------------- |
| 1 | Саусе            | Sauce                   | город     | 7014                  | 30°05′10″ ю. ш. 58°47′13″ з. д. |